# SummerSlam 2019
SummerSlam (2019) was een professioneel worstel-pay-per-view (PPV) en WWE Network evenement dat georganiseerd werd door WWE voor hun Raw, SmackDown en 205 Live brands. Het was de 32ste editie van SummerSlam en vond plaats op 11 augustus 2019 in het Scotiabank Arena in Toronto, Ontario, Canada. Dit is tweede evenement dat heeft plaats gevonden in het Scotiabank Arena sinds 2004.

## Matches
| Nr. | Match                                                                      | Winnaar(s)                | Opmerkingen                                                                                       | Bron  |
| --- | -------------------------------------------------------------------------- | ------------------------- | ------------------------------------------------------------------------------------------------- | ----- |
| 1p  | Drew Gulak (c) vs. Oney Lorcan                                             | Drew Gulak                | Eén-op-één match voor het WWE Cruiserweight Championship.                                         | [ 2 ] |
| 2p  | Buddy Murphy vs. Apollo Crews                                              | Buddy Murphy              | Eén-op-één match. Murphy won door diskwalificatie.                                                | [ 2 ] |
| 3p  | Alexa Bliss & Nikki Cross (c) vs. The IIconics (Billie Kay & Peyton Royce) | Alexa Bliss & Nikki Cross | Tag Team match voor het WWE Women's Tag Team Championship.                                        | [ 2 ] |
| 4   | Becky Lynch (c) vs. Natalya                                                | Becky Lynch               | Submission match voor het WWE Raw Women's Championship.                                           | [ 2 ] |
| 5   | Goldberg vs. Dolph Ziggler                                                 | Goldberg                  | Eén-op-één match.                                                                                 | [ 2 ] |
| 6   | AJ Styles (c) (met Karl Anderson & Luke Gallows) vs. Ricochet              | AJ Styles                 | Eén-op-één match voor het WWE U.S. Championship.                                                  | [ 2 ] |
| 7   | Bayley (c) vs. Ember Moon                                                  | Bayley                    | Submission match voor het WWE SmackDown Women's Championship.                                     | [ 2 ] |
| 8   | Kevin Owens vs. Shane McMahon                                              | Kevin Owens               | Eén-op-één match. Als Owens had verloren, moest hij weg bij WWE. Elias was Special Guest Referee. | [ 2 ] |
| 9   | Charlotte Flair vs. Trish Stratus                                          | Charlotte Flair           | Eén-op-één match. Flair won door submission.                                                      | [ 2 ] |
| 10  | Kofi Kingston (c) vs. Randy Orton                                          | N.V.T.                    | Eén-op-één match voor het WWE Championship. De match eindigde in een Double Count Out.            | [ 2 ] |
| 11  | "The Fiend" Bray Wyatt vs. Finn Bálor                                      | Bray Wyatt                | Eén-op-één match.                                                                                 | [ 2 ] |
| 12  | Seth Rollins vs. Brock Lesnar (c) (met Paul Heyman)                        | Seth Rollins (nc)         | Eén-op-één match voor het WWE Universal Championship.                                             | [ 2 ] |